# Échéance tragique
Pour les articles homonymes, voir Between Friends.

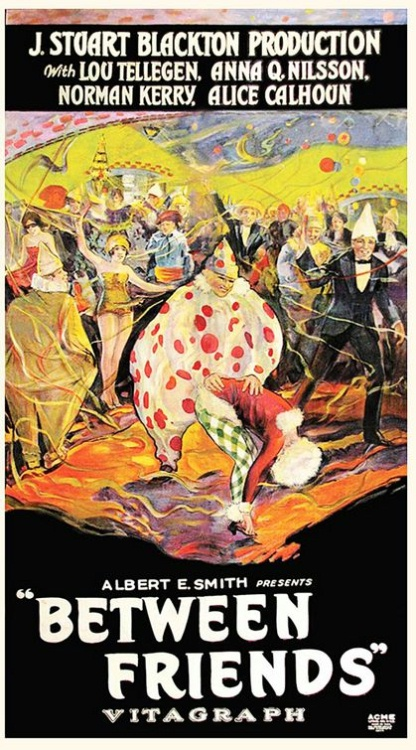
Affiche du film.

Échéance tragique (Between Friends) est un film américain réalisé par James Stuart Blackton et sorti en 1924 au cinéma.

## Synopsis
Jack Greylock s'enfuit avec la femme de son ami de toujours, David Drene, un sculpteur. Drene sait seulement que sa femme s'est enfuie ; il ne connaît pas l'identité de l'homme avec qui elle est partie. La femme se suicide de remords, et Greylock revient pour entretenir le semblant de son ancienne amitié avec le sculpteur, qui tente d'oublier son chagrin dans son travail. Cécile Waite, mannequin, pose pour Drene et Greylock, après l'avoir rencontrée, tombe amoureux d'elle. Cependant, elle aime Drene, qui n'en a pas conscience. Drene apprend par l'intermédiaire d'un autre ami que Greylock est responsable de la chute de sa femme. Il a d'abord l'intention de le tuer, mais percevant l'amour de Greylock pour le modèle, décide de se venger par l'intermédiaire de Cécile. Drene la menace. Greylock demande grâce pour la jeune fille et accepte finalement de se suicider la veille de Noël à minuit si Drene l'épargne. Les pensées maussades de Drene bouleversent sa raison pendant un certain temps et après une nuit de délire, il s'effondre. Cécile le retrouve et le soigne. Le sculpteur reprend conscience la veille de Noël, son humeur s'améliore. Il envoie Cécile informer Greylock de son changement d'humeur, mais elle ne peut pas entrer dans la maison où Greylock se prépare à tenir sa promesse. Drene attire alors par télépathie Greylock chez lui et le libère de sa promesse.

## Fiche technique
- Réalisation : James Stuart Blackton
- Scénario : Robert W. Chambers, Charles Gaskill d'après Between Friends de Robert William Chambers.
- Producteur : Albert E. Smith
- Photographie : Stephen Smith Jr.
- Genre : mélodrame
- Production : Vitagraph Company of America
- Durée : 7 bobines[1]
- Date de sortie :
  - États-Unis : 11 mai 1924

## Distribution
- Lou Tellegen : David Drene

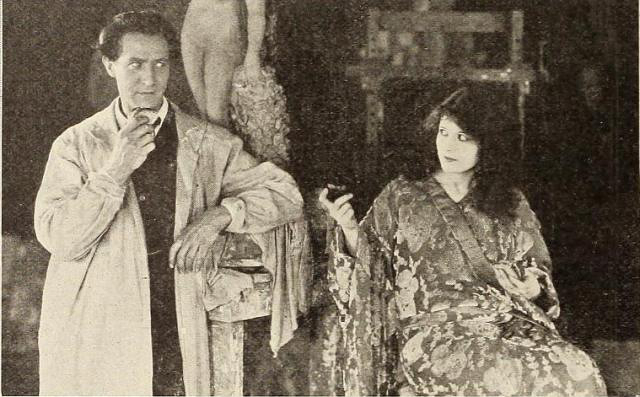
Une scène du film.

- Anna Q. Nilsson : Jessica Drene
- Norman Kerry : Jack Greylock
- Alice Calhoun : Cecile White
- Stuart Holmes : Quair
- Henry Barrows : Guilder
- Richard Billings : petit graçon (non crédité)